# Єва Екеблад
Ева Екеблад, до шлюбу Делагарді; швед. Eva Ekeblad, 10 липня 1724 — 15 травня 1786) — графиня, шведська вчена, агрономка, винахідниця. Перша жінка, обрана у Шведську королівську академію наук.

## Біографія
Ева народилася в сім'ї президента Комерц-колегії Магнуса Юліуса Делагарді. Її брат був швагром фаворитки Гедвіги Ульріки Таубе. Син її молодшої сестри Гедвіги Катаріни Делагарді — Ганс Аксель фон Ферзен (1755—1810) — був дипломатом і полководцем.
У 1740 році вступила в шлюб з графом Класом Екебладом (1708—1771), стала матір'ю сімох дітей.
У 1746 році Ева Екеблад зробила найбільш відомий свій винахід — технологію виробництва борошна та алкоголю з картоплі. Її відкриття допомогло послабити голод у наступні роки. У 1748 році вона стала першою жінкою, обраною членом Шведської королівської академії наук. Наступна жінка, удостоєна такої ж честі, була обрана тільки через 203 роки.
У 1751 році Ева також відкрила метод відбілювання бавовняної тканини й пряжі милом. Через рік вона розробила спосіб заміни небезпечних інгредієнтів, що використовувалися в косметиці в той час, на порошок з бульб картоплі. За чутками, Екеблад рекламувала використання картоплі, використовуючи квітки рослини як прикрасу для волосся.